# 花蓮縣公共圖書館列表
花蓮縣公共圖書館列表，花蓮縣的公共圖書館，隸屬花蓮縣政府。

## 花蓮縣圖書館列表
本條目列出的是花蓮縣的圖書館列表：
1. 花蓮縣立文化局圖書館：花蓮縣花蓮市文復路6號
2. 花蓮市立樂齡館：
3. 花蓮市立圖書館：花蓮縣花蓮市國聯一路170號
4. 吉安鄉立圖書館：花蓮縣吉安鄉吉安村中山路3段3號
5. 秀林鄉立圖書館：花蓮縣秀林鄉秀林村12鄰66號
6. 新城鄉立圖書館：花蓮縣新城鄉大漢村光復路572號
7. 壽豐鄉立圖書館：花蓮縣壽豐鄉壽豐村壽山路62號
8. 鳳林鎮立圖書館：花蓮縣鳳林鎮信義路151號
9. 萬榮鄉立圖書館：花蓮縣萬榮鄉萬榮村2鄰23號
10. 光復鄉立圖書館：花蓮縣光復鄉忠孝路23巷11號
11. 瑞穗鄉立圖書館：花蓮縣瑞穗鄉中山路2段377號
12. 玉里鎮立圖書館：花蓮縣玉里鎮民族街2號
13. 卓溪鄉立圖書館：花蓮縣卓溪鄉卓溪村中正66-5號
14. 富里鄉立圖書館：花蓮縣富里鄉富里村永安街123-2號
15. 豐濱鄉立圖書館：花蓮縣豐濱鄉豐濱村光豐路36號